# Kałyniwka (hromada Łuhyny)
Kałyniwka (ukr. Калинівка) – wieś na Ukrainie, w obwodzie żytomierskim, w rejonie korosteńskim, w hromadzie Łuhyny. W 2001 liczyła 657 mieszkańców, spośród których 656 wskazało jako ojczysty język ukraiński, a 1 rosyjski.